# Goniographa decussa
Goniographa decussa là một loài bướm đêm thuộc họ Noctuidae. Nó được tìm thấy ở miền tây Tien-Shan Mountains.
Sải cánh dài 27–34 mm.

## Hình ảnh

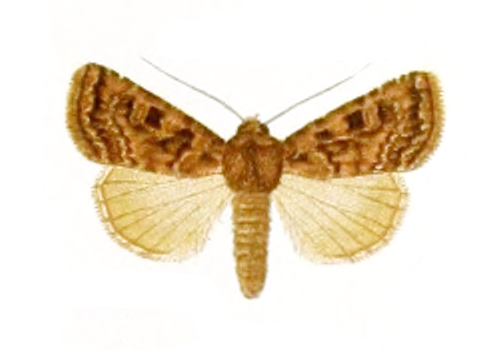